# Arnold Wilckens
Arnold Wilckens (* 27. Januar 1691 in Hamburg; † 28. Juli 1730 ebenda) war ein deutscher Jurist und  Hamburger Ratsherr.

## Leben
Nach seiner Schulbildung studierte Wilckens Jurisprudenz an der Universität Frankfurt an der Oder und der Universität Orléans. Er schloss sein Studium 1715 als Lizenziat der Rechte ab.
Nach verschiedenen Reisen kehrte er nach Hamburg zurück und ließ sich dort als Advokat nieder. 1722 wurde er Richter am Niedergericht. Am 22. Oktober 1727 wurde Wilckens zum Ratsherrn gewählt, starb aber bereits drei Jahre später.

## Familie
Wilckens war ein Sohn des Hamburger Ratsherrn Nicolaus Wilckens (1649–1725) aus dessen zweiter Ehe mit Elisabeth Rulant.
Am 29. Oktober 1725 heiratete er Margaretha Winckel. Die Ehe blieb kinderlos. Nach Wilckens Tod heiratete seine Witwe 1731 in zweiter Ehe den Juristen Johann Heinrich Wentzhard († 1775).

## Werke
- Disputatio inauguralis de usufructu. Orléans 1715.
- Disputatio inauguralis theses de rerum divisione, acquirendo rerum dominio et de matrimonio. Orléans 1715.